# ピーボディ考古学・民族学博物館
座標: 北緯42度22分41.5秒 西経71度06分53.3秒 / 北緯42.378194度 西経71.114806度

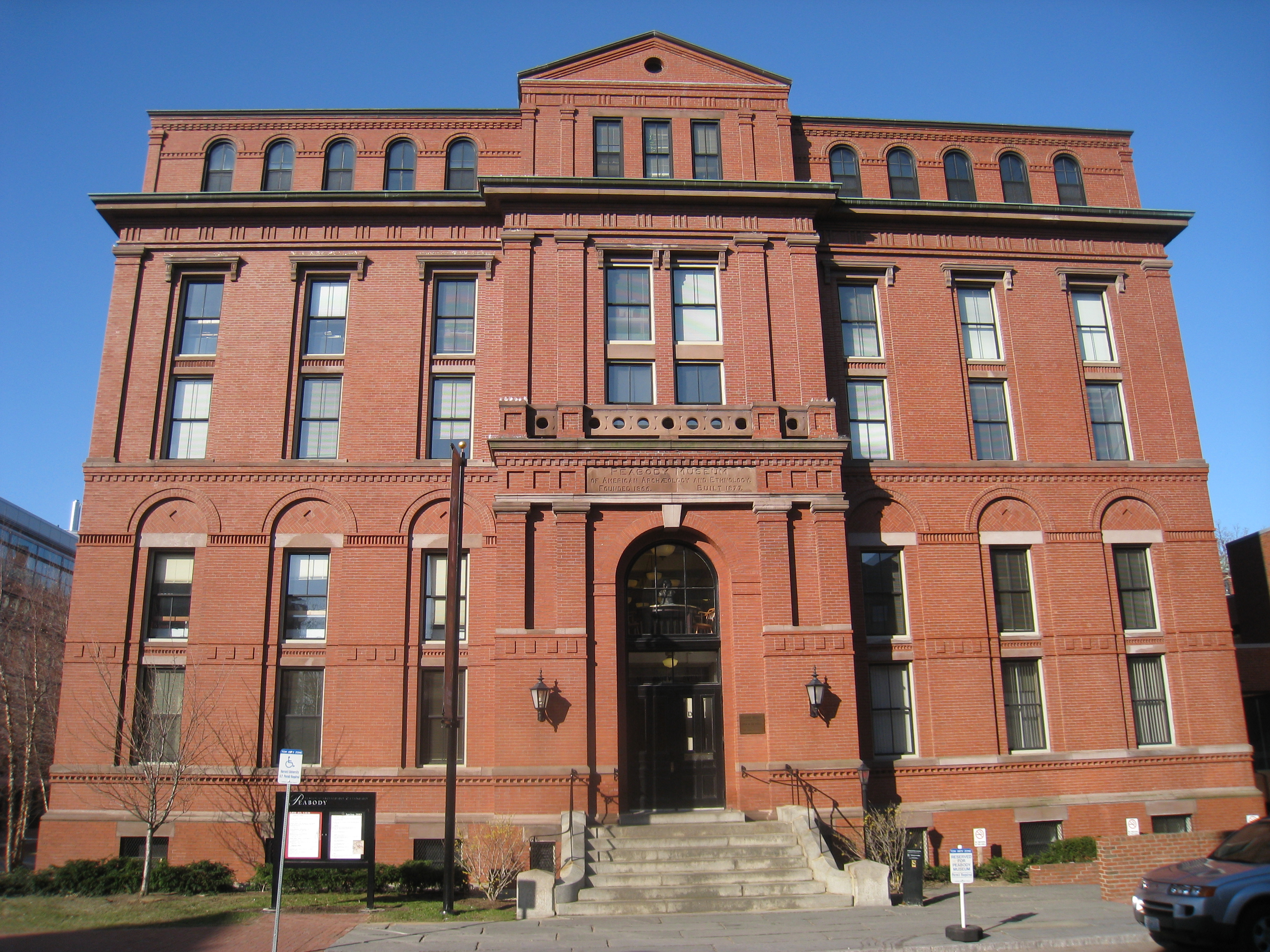
博物館の正面

ピーボディ考古学・民族学博物館（ピーボディこうこがく・みんぞくがくはくぶつかん、Peabody Museum of Archaeology and Ethnology）は、アメリカ合衆国マサチューセッツ州ケンブリッジにある、ハーバード大学附属の大学博物館。

## 概要
ピーボディ考古学・民族学博物館は西半球最古・最大規模のコレクションを有する。120万点を越える資料、50万点の写真を所蔵する。アメリカ大陸に関する資料がもっとも充実しているが、コレクションは世界各地に及ぶ。
博物館はルイス・クラーク探検隊の収集物を所有している。
ピーボディ博物館出版局からは多様な書物や刊行物を出版している。
1888年から1984年まで『Papers of the Peabody Museum of American Archaeology and Ethnology』を、1896年から1980年まで『Memoirs of the Peabody Museum』を、1917年から1932年まで『Harvard African Studies』を発行していた。
1981年からは『RES: Anthropology and Aesthetics』を発行している。

## 歴史
ピーボディ考古学・民族学博物館は1866年にアメリカ合衆国最古の人類学博物館として、ジョージ・ピーボディの出資によって設立された。はじめは先コロンブス期の南北アメリカ大陸の生活を知るための探検を行って資料を収集し、また他の文明の資料を比較のために購入した。活きた文化の民族誌学的研究も早くから始まった。
博物館の建物は1877年に完成し、1888年と1913年に増築された。1900年代初頭までに研究対象はアメリカ大陸から世界に広がった。
1906年からウィリアム・カーティス・ファラビー率いる南米探検を行った。
20世紀はじめにはテオベルト・マーラーによるマヤ遺跡の写真がピーボディから出版された。カーネギー研究所は1910年代から長期にわたってメソアメリカの遺跡の調査発掘を行ってきたが、1958年に同研究所の歴史研究部門が解体され、その資料はピーボディが引きついだ。1968年からはイアン・グレアムを主任とする『マヤ神聖文字碑文集成』の作業がピーボディで開始された。この作業は現在も続行中である。
1957年にはロバート・ガードナーによって映画研究センターが設立された。現在はピーボディから独立している。

## 展示品の画像

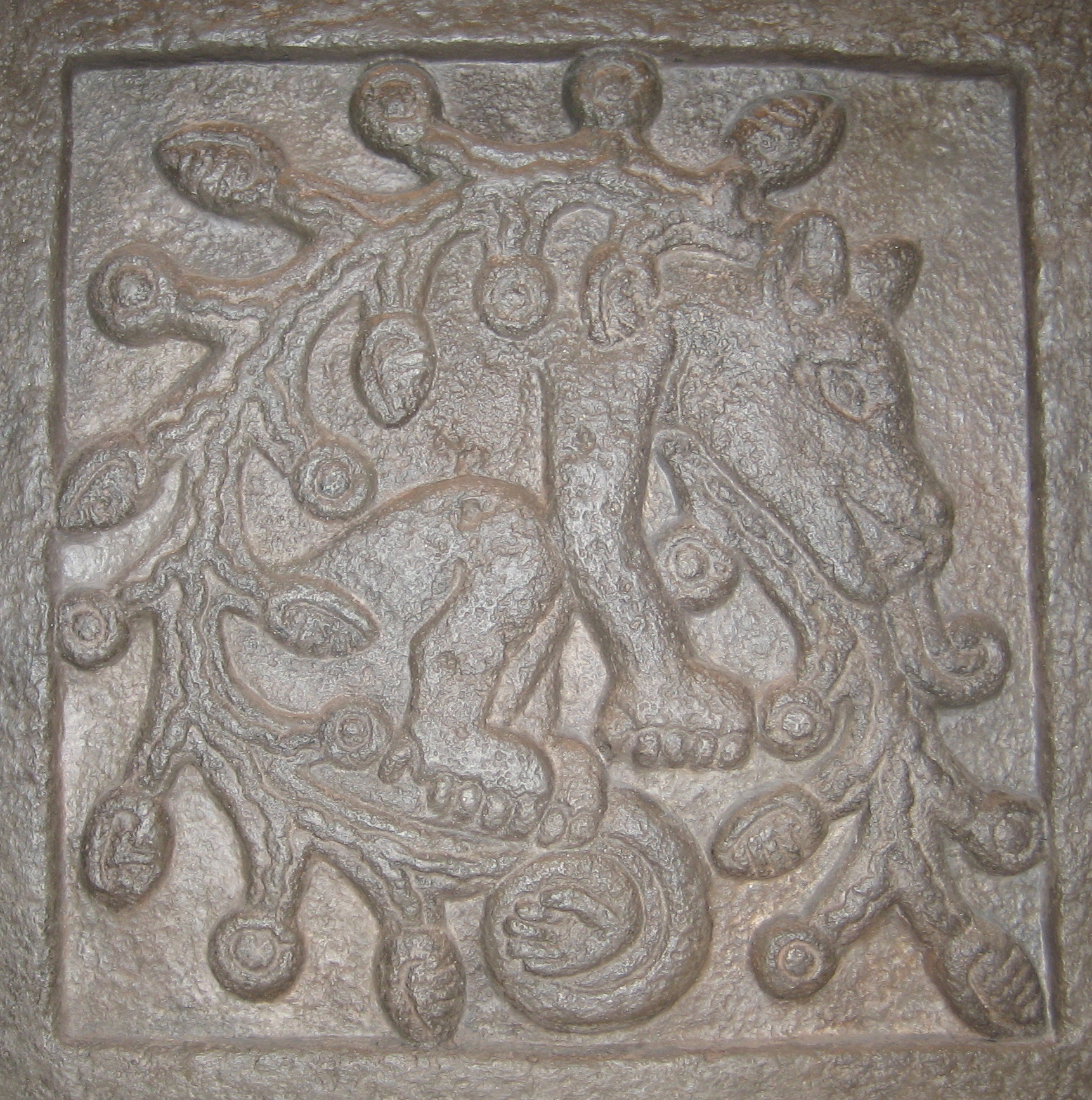
アステカ神話のAhuizotl
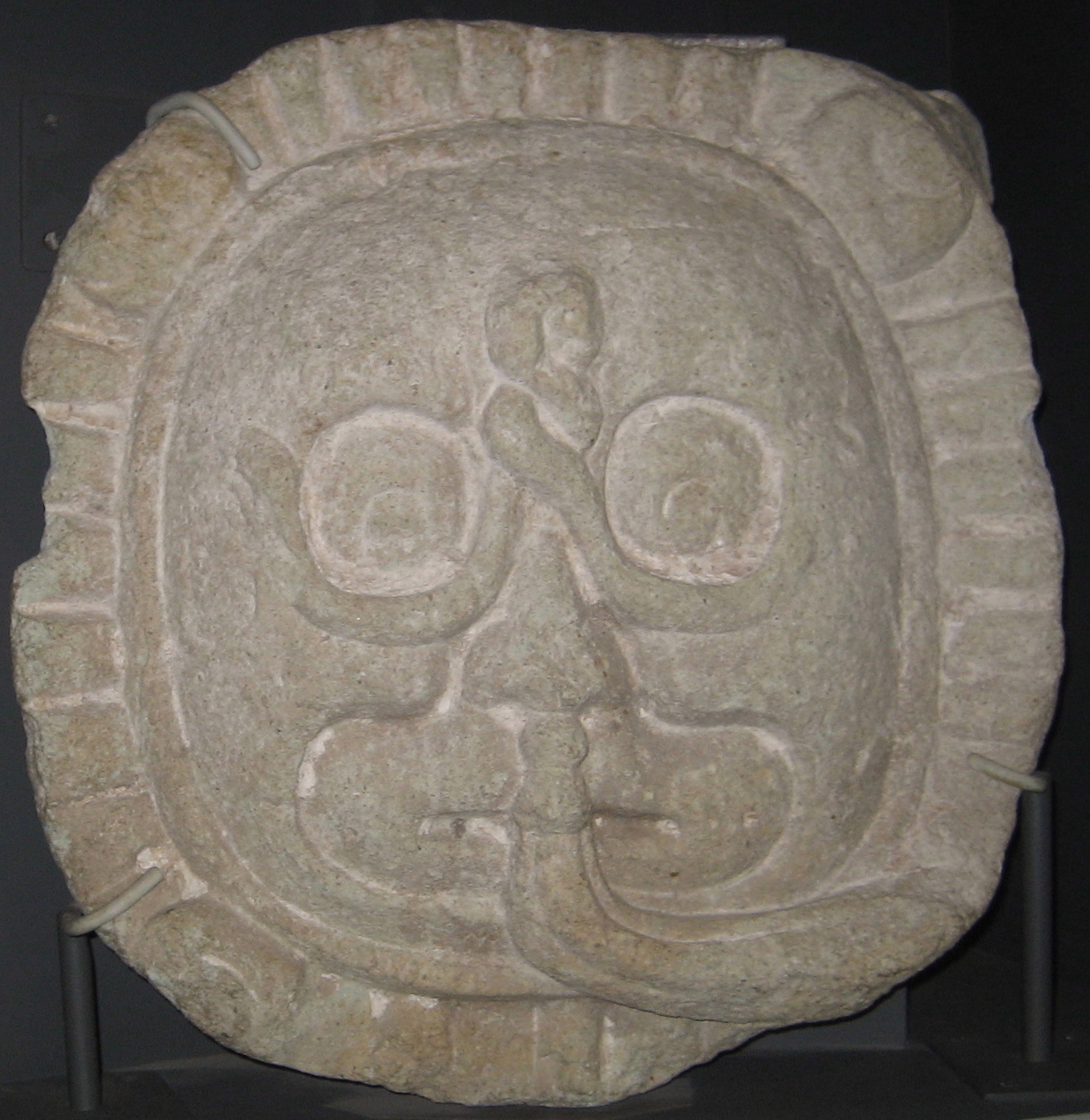
マヤ文明の太陽神
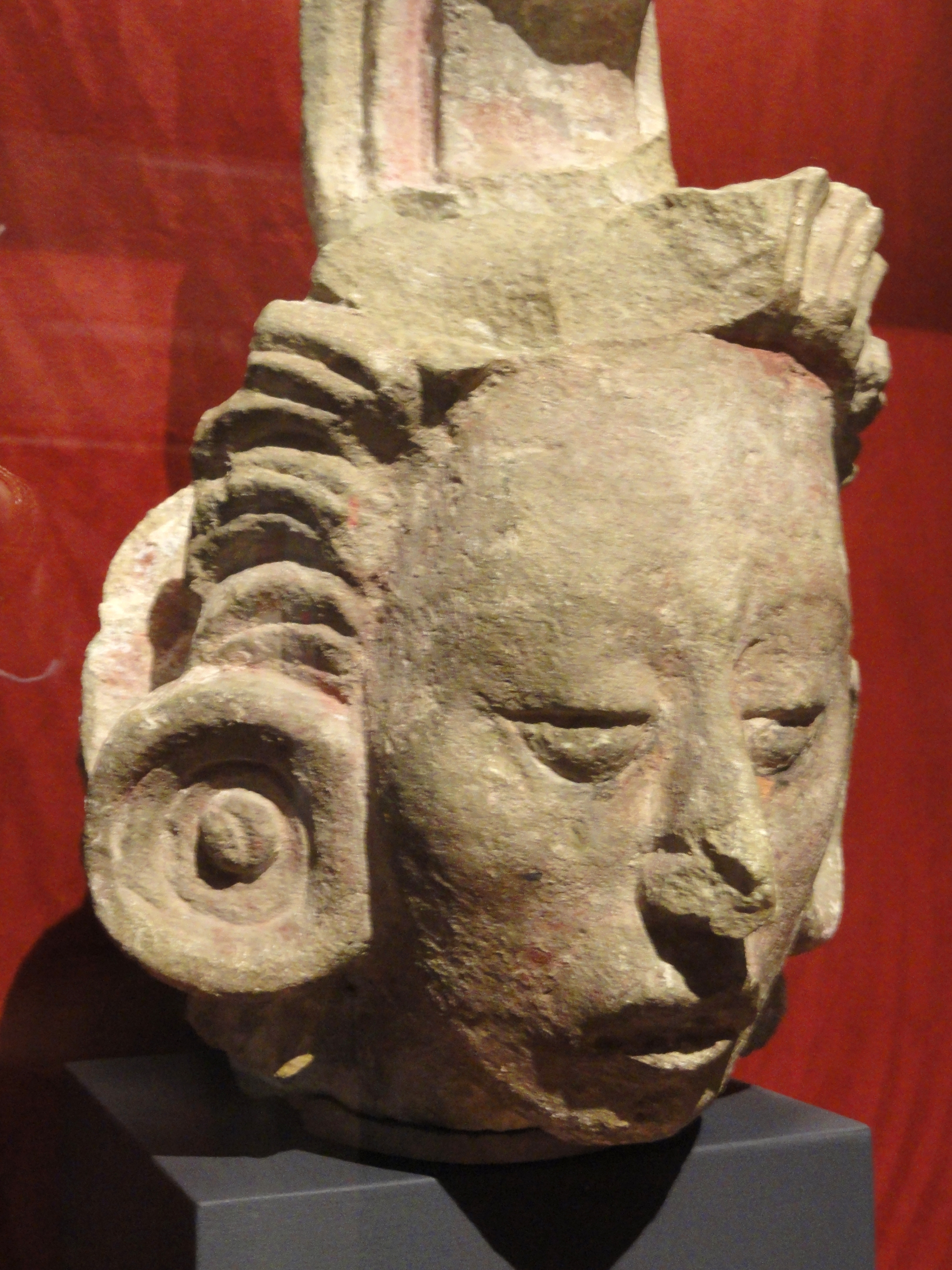
ホンジュラスの遺跡の神像
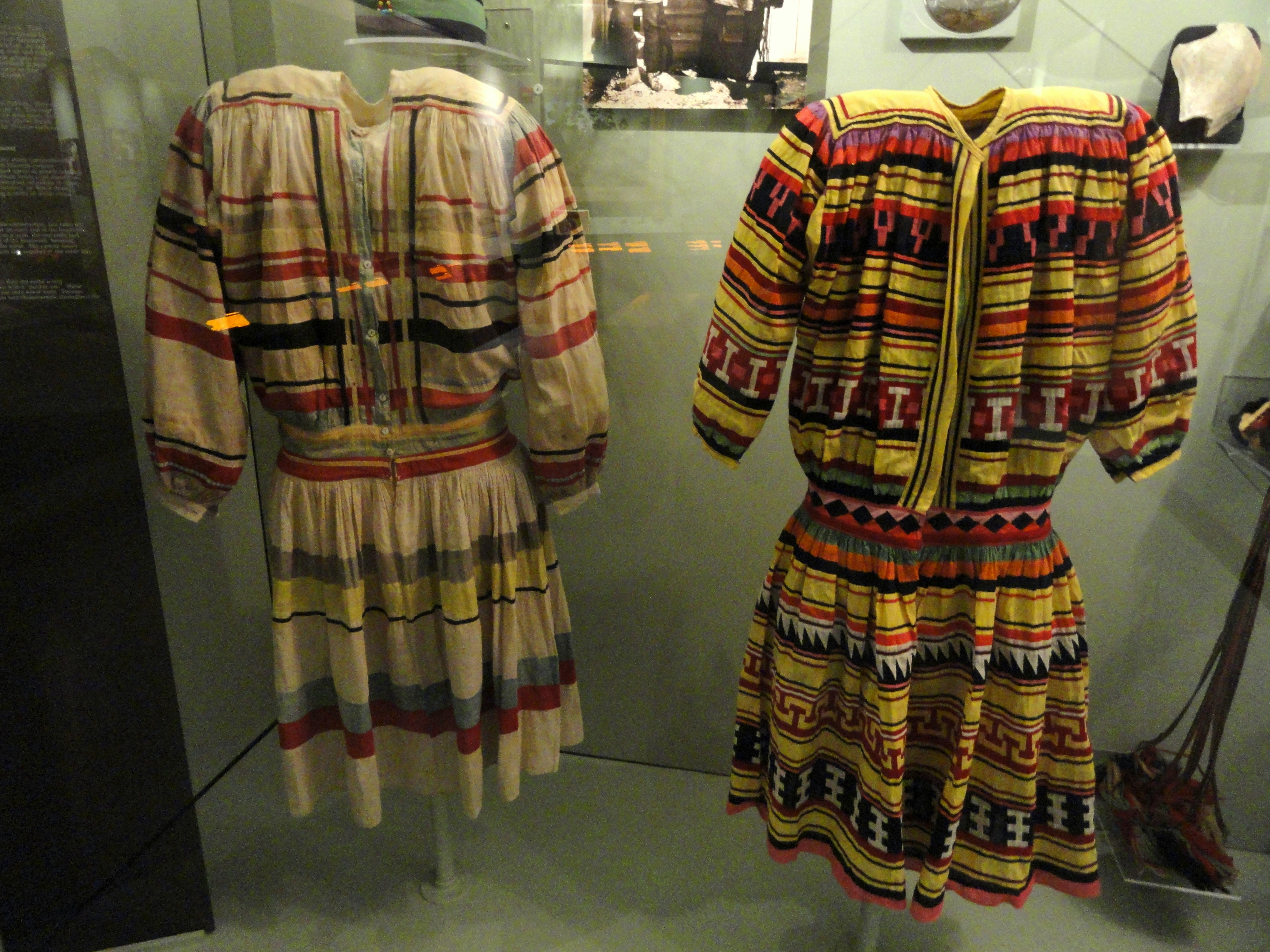
1920年代などのネーティブアメリカンの衣服
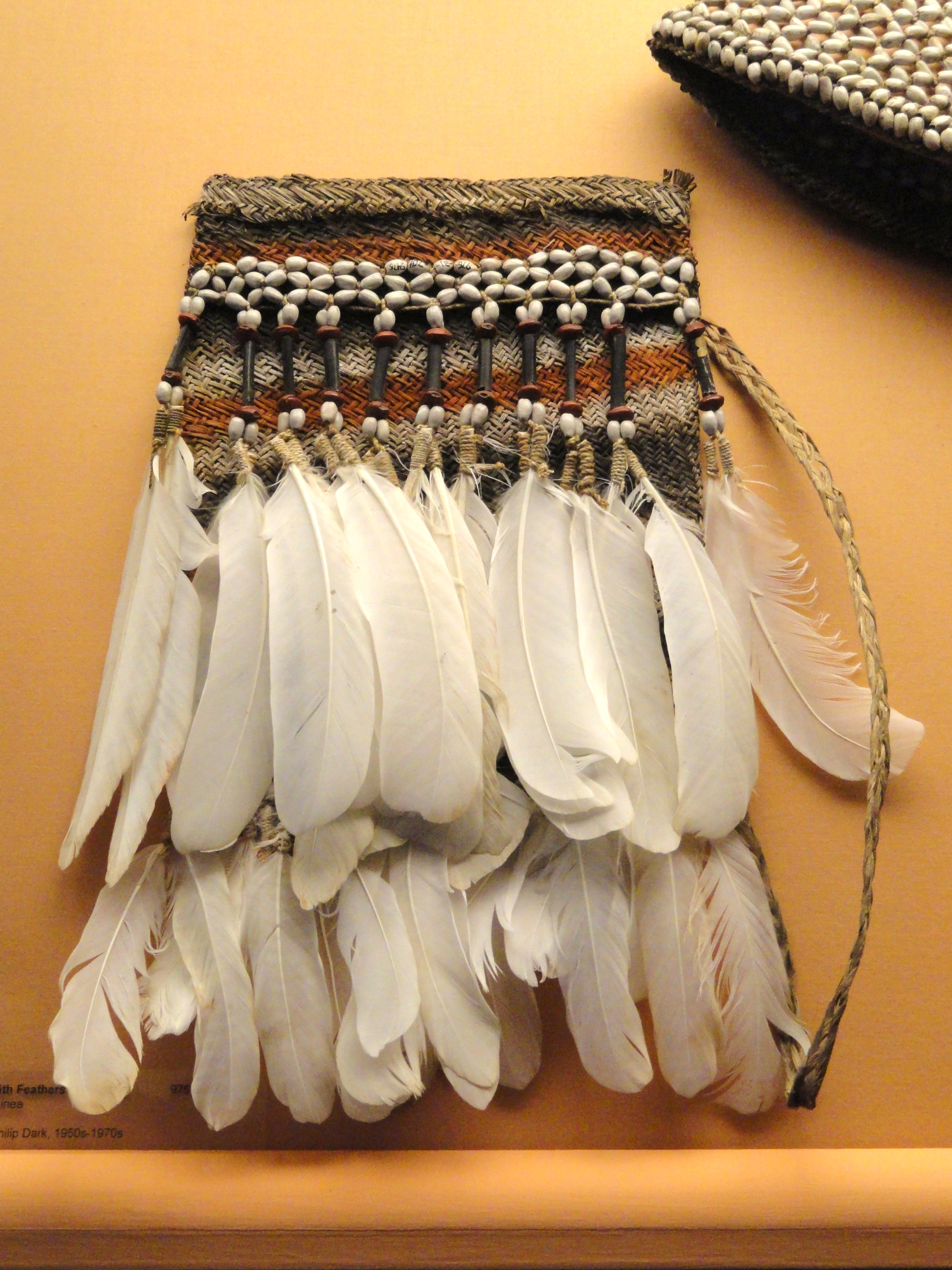
パプア・ニューギニアのバッグ